# Club Deportivo Juventud Unida
El Club Deportivo Juventud Unida  es una institución deportiva fundado en Gualeguaychú, Entre Ríos, Argentina el 1 de mayo de 1907. Actualmente se desempeña en el Torneo Regional Federal Amateur, cuarta y última categoría del fútbol argentino para los clubes indirectamente afiliados a la AFA.
Es uno de los clubes históricos de la provincia de Entre Ríos y el primer club deportivo de fútbol y de básquet de Gualeguaychú. Si bien la institución se destaca por la diversidad de disciplinas deportivas como bochas, tenis, voley, fútbol de salón y handball, su principal actividad es el fútbol masculino, donde compite en la última división y su plantel femenino en la Liga Departamental de Fútbol. Juventud también disputa el 
Torneo Federal de Básquet con su equipo femenino de mayores y el Torneo Prefederal de Básquet con su plantel masculino.
En 1977, socios y socias del club crearon la comparsa Papelitos, ganadora de varias ediciones del Carnaval de Gualeguaychú y actual tricampeona del Carnaval del País.

## Historia

### Argentino B
Cuando a finales del 2003 se rumoreaba que se venía la creación de un nuevo torneo para el año siguiente muchos decían que Gualeguaychú podía ser una de las plazas elegidas por los dirigentes del consejo federal para el primer torneo que sería por invitación.
La confirmación llegó allá por mayo de 2004 y a partir de allí hubo que comenzar a trabajar a destajo para contratar el nombre del nuevo entrenador y en el armado del plantel que afrontaría la primera temporada en un torneo organizado por el CF.
Rápidamente los dirigentes decanos decidieron que Alberto Ríos Iba a ser el entrenador del equipo en el nuevo torneo creado, el “Pulga” aceptó casi de inmediato y fue nombrado a su equipo de colaboradores, Guillermo Nikodem el preparador físico, Ernesto Álvarez ayudante de campo y Luis Omar Chichizola entrenador de arqueros.
También había que acondicionar el estadio Municipal para que estuviera acorde con el espectáculo que se venía a nuestra ciudad.
Para el primer plantel Alberto Ríos armó una selección de jugadores de la ciudad donde estaban dos jugadores que a lo largo de la historia de se iban a ubicar como los máximos jugadores que vistieron la casaca decana durante varias temporadas y que también terminaron siendo claves para el ascenso al Argentino A en la temporada 2012/13, la referencia es para Iván Bonzi y Guillermo salas.
El primer partido fue ante Guaraní Antonio Franco como visitante, el 3 de octubre de 2004, el resultado fue derrota para los de Gualeguaychú
La primera formación fue Carlos Andolfo, Javier Lenciza, Damián Benedetti y Matías Vecchio; Pedro Benítez, Orlando Burgos, Lucio Díaz y Diego Cerenza; Arturo Campbell, Matías Martínez y Fernando Benítez. 
El siguiente partido se jugó en el estado municipal y el resultado fue empate 1 a 1 con Textil Mandiyu; el gol para juventud lo marco Pedro Benítez
Recién en la cuarta fecha se da la primera victoria decana con goles de Diego Casals, Iván Bonzi y Hugo Rodríguez, el resultado final fue de 3 a 2 sobre Boca Unidos de Corrientes.
Para el torneo clausura se realiza una importante incorporación como fue la de Ramón Medina Bello, junto al también se realizó una importante renovación en el plantel. El resultado de este primer torneo es que juventud mantiene la categoría de cara al torneo 2005/06.
Para la temporada 2005/06 el nuevo entrenador es Sergio Yano y se conforma un plantel integrado en su mayoría con jugadores de Gualeguaychú. El resultado de esta temporada no es el esperado y el equipo termina descendiendo al torneo Argentino C o Torneo del Interior
Una reestructuración permite que los equipos que hallan descendido tienen la posibilidad de volver al Argentino B, el CF determinó que el rival a enfrentar sería Atlético Paraná y que se definiría en dos partidos esta posibilidad de retornar a la categoría.
De cara a esto se contrata un nuevo entrenador Miguel Fullana
El primer partido fue victoria para juventud como local y el siguiente partido fue empate en 0 lo que permitió al decano seguir en el Argentino B 
El ciclo de Fullana se cerró el 2 de mayo de 2010 luego de quedar eliminado por la final del torneo clausura ante Central Norte de Salta en definición por penales.
El sucesor sería el Gualeguaychuense Víctor Hugo Marchesini, hubo mucha ilusión con su llegada, pero el resultado fue el mismo de torneos anteriores y se termina quedando eliminado en la primera fase.
Para la temporada 2010/11 se concretó la llegada del delantero que se transformaría en goleador histórico del club, Juan José Weissen, quien jugó 117 partidos con la celeste y blanca y convirtió 61 goles, anotando el gol más importante el del ascenso al Argentino A a 9 de julio de Morteros.
En la temporada 2011/12 se contrata como entrenador a Daniel Veronesse, quien se mantiene en el cargo por el torneo apertura, pero al finalizar este torneo deja este puesto.
Los dirigentes de juventud decidieron darle la posibilidad de ocupar este cargo a Norberto Acosta quien jugó su último partido como futbolista vistiendo los colores celeste y blanco el 18 de diciembre de 2011, por la última fecha del torneo local.
El ciclo comenzó con una victoria por 1 a 0 a La Emilia de San Nicolás.

### Temporada 2011/2012
La temporada 2011/2012 fue una de las mejores para la institución al alcanzar la semifinal del Torneo Argentino B y estar a un paso del ascenso. Tras perder en Misiones por definición desde el punto de penal con Guaraní Antonio Franco que más tarde lograría el ascenso al Torneo Argentino A. En esta temporada, a principios del año 2012, debuta Norberto Acosta en la dirección técnica del equipo luego de retirarse como futbolista.

### Torneo Argentino B
En el Torneo Argentino B 2012/13 Juventud tuvo su revancha. En la primera fase, los 49 puntos le permitieron clasificarse segundo entre catorce equipos de la zona 5, solo siendo superado por Sportivo Las Parejas. En la segunda fase, terminó con 11 puntos igualando la cima junto a San Martín (Formosa). Al haber igualado en puntos, se determinaron las posiciones finales tomando en cuenta los resultados finales entre sí (un empate 1-1 y una victoria de San Martín por 2-1). Aun así, clasificó a la tercera fase. 
| Equipo                       | Pts | PJ | PG | PE | PP | GF | GC | Dif |
| ---------------------------- | --- | -- | -- | -- | -- | -- | -- | --- |
| San Martín (Formosa)1        | 11  | 6  | 3  | 2  | 1  | 7  | 5  | 2   |
| Juventud Unida1              | 11  | 6  | 3  | 2  | 1  | 11 | 6  | 5   |
| Jorge Gibson Brown (Posadas) | 6   | 6  | 2  | 0  | 4  | 5  | 8  | -3  |
| Sarmiento (Resistencia)      | 5   | 6  | 1  | 2  | 3  | 8  | 12 | -4  |

Allí se enfrentó nuevamente con Sportivo Las Parejas, donde lo venció por 4 a 1 a partido único. En las semifinales vence a 9 de Julio de Morteros por penales luego de que ambos encuentros finalizaran 1 a 0 con victorias del equipo local. En la final se repitieron los mismos resultados, pero esta vez, Juve cae en los penales frente a Chaco For Ever, aunque queda clasificado para la segunda fase del minitorneo por el cuarto ascenso. Allí venció, en partido único, a Gimnasia y Esgrima de Mendoza por 2 a 0, clasificando a la fase final (Tercera fase). La victoria como visitante frente a San Martín (Formosa) por 2 a 1, le permitió definir mano a mano como local frente a 9 de Julio de Morteros. En un encuentro cerrado, el marcador se abrió a los 41 minutos del segundo tiempo con un cabezazo de Juan José Weissen que le dio el ascenso al equipo de Gualeguaychú. 
| Equipo                        | Pts | PJ | PG | PE | PP | GF | GC | Dif |
| ----------------------------- | --- | -- | -- | -- | -- | -- | -- | --- |
| Juventud Unida (Gualeguaychú) | 6   | 2  | 2  | 0  | 0  | 3  | 1  | 2   |
| 9 de Julio (Morteros)         | 3   | 2  | 1  | 0  | 1  | 2  | 2  | 0   |
| San Martín (Formosa)          | 0   | 2  | 0  | 0  | 2  | 2  | 4  | -2  |

### Torneo Argentino A
Luego de liderar el Torneo Federal A 2014 durante las últimas fechas, Juventud Unida visita en el último partido del torneo a Gimnasia y Esgrima de Concepción del Uruguay, derrotándolo por 2 a 1 y de esta manera, consigue el ansiado e histórico ascenso a la segunda división del fútbol argentino.
| Pos | Equipo                                      | Pts | PJ | PG | PE | PP | GF | GC | Dif |
| --- | ------------------------------------------- | --- | -- | -- | -- | -- | -- | -- | --- |
| 1.º | Juventud Unida (Gualeguaychú)               | 24  | 14 | 7  | 3  | 4  | 17 | 15 | 2   |
| 2.º | Sportivo Patria                             | 23  | 14 | 5  | 8  | 1  | 21 | 13 | 8   |
| 3.º | Atlético Paraná                             | 19  | 14 | 4  | 7  | 3  | 12 | 12 | 0   |
| 4.º | Chaco For Ever                              | 18  | 14 | 4  | 6  | 4  | 17 | 20 | -3  |
| 5.º | Textil Mandiyú                              | 17  | 14 | 4  | 5  | 5  | 14 | 12 | 2   |
| 6.º | Sol de América                              | 15  | 14 | 4  | 3  | 7  | 15 | 20 | -5  |
| 7.º | Gimnasia y Esgrima (Concepción del Uruguay) | 15  | 14 | 3  | 6  | 5  | 20 | 19 | 1   |
| 8.º | Sarmiento (Resistencia)                     | 15  | 14 | 3  | 6  | 5  | 17 | 22 | -5  |

### Primera B Nacional (2015-2018)
El equipo dirigido por Acosta, hace su presentación en el Campeonato de Primera B Nacional 2015 ganándole de visitante por 1 tanto contra 0 a Douglas Haig. Finalizó el torneo en la posición N° 12 con 54 puntos, a 8p de los Play-Offs pero clasificado a la Copa Argentina 2015-16.
En la Primera B Nacional 2016 quedó en posición N° 11 y muy lejos de la zona roja en la tabla de descenso. Fabricio Lenci fue el segundo goleador del torneo con 13 goles. En la Copa Argentina 2015-16 eliminó a Crucero del Norte y a Vélez Sarsfield por penales y a Almagro 2 a 0 para finalmente caer derrotados en Cuartos de final con Belgrano de Córdoba (2 a 0).
En la temporada 2016-17, el equipo obtuvo hasta entonces su peor campaña, quedando en la posición N° 16, pero lejos aun de la zona de descenso.
En el Campeonato de Primera B Nacional 2017-18 finalizó en la 15° posición sobre 25 equipos, por lo que, teniendo en cuenta las  últimas cuatro temporadas, quedó en zona roja de descenso y bajó al Torneo Federal A

### Federal A (2019-2022)
El día 8 de octubre de 2022 perdió 0 a 2 ante Atlético Paraná en un duelo por conservar la categoría, lo que sentenció su descenso.

## Trayectoria
| Liga      | Liga | Liga             | Liga             | Liga                               | Liga                                         | Copa Nacional  | Copa Nacional                    |
| Temporada | Cat. | División         | Posición         | Promoción de ascenso               | Promoción de permanencia                     | Copa           | Fase alcanzada                   |
| --------- | ---- | ---------------- | ---------------- | ---------------------------------- | -------------------------------------------- | -------------- | -------------------------------- |
| 2004/05   | 4ta. | Argentino B      | 3.º - Zona G     | —                                  | —                                            | —              | —                                |
| 2005/06   | 4ta. | Argentino B      | 7.º - Zona E     | —                                  | Descendió al Torneo del Interior             | —              | —                                |
| 2006/07   | 4ta. | Argentino B      | 4.º - Zona D     | Eliminado en 2ª Rueda              | —                                            | —              | —                                |
| 2007/08   | 4ta. | Argentino B      | 4.º - Zona B     | —                                  | —                                            | —              | —                                |
| 2008/09   | 4ta. | Argentino B      | 4.º - Zona D     | —                                  | —                                            | —              | —                                |
| 2009/10   | 4ta. | Argentino B      | 2.º - Zona D     | Eliminado en 2ª rueda              | —                                            | —              | —                                |
| 2010/11   | 4ta. | Argentino B      | 4.º - Zona C     | —                                  | —                                            | —              | —                                |
| 2011/12   | 4ta. | Argentino B      | 2.º - Zona 3     | Eliminado en 4ª fase (semifinales) | —                                            | Copa Argentina | Primera fase previa              |
| 2012/13   | 4ta. | Argentino B      | 2.º - Zona 5     | Ascendió al Torneo Argentino A     | —                                            | Copa Argentina | Tercera fase previa              |
| 2013/14   | 3ra. | Argentino A      | 4.º - Zona Norte | Segunda fase                       | —                                            | Copa Argentina | Primera fase inicial regional    |
| 2014      | 3ra. | Argentino A      | 1.º - Zona 4     | Ascendió a Primera B Nacional      | —                                            | Copa Argentina | Primera Fase preliminar regional |
| 2015      | 2da. | B Nacional       | 12.º             | —                                  | —                                            | Copa Argentina | Primera Fase preliminar regional |
| 2016      | 2da. | B Nacional       | 11.º             | —                                  | —                                            | Copa Argentina | Cuartos de final                 |
| 2016/17   | 2da. | B Nacional       | 16.º             | —                                  | —                                            | —              | —                                |
| 2017/18   | 2da. | B Nacional       | 15.º             | —                                  | —                                            | Copa Argentina | 32avos de final                  |
| 2018/19   | 3ra. | Federal A        | 5.º Zona 2       | Primera etapa reválida             | Desciende al Torneo Federal A                | Copa Argentina | 32avos de final                  |
| 2019/20   | 3ra. | Federal A        | 12.º Zona A      | —                                  | —                                            | —              | —                                |
| 2020      | 3ra. | Federal A        | 2.º Zona Norte   | —                                  | —                                            | —              | —                                |
| 2021      | 3ra. | Federal A        | 7.º Zona B       | Primera ronda                      | —                                            | —              | —                                |
| 2022      | 3ra. | Federal A        | 16.º Zona B      | —                                  | Desciende al Torneo Regional Federal Amateur | —              | —                                |
| 2023/24   | 4ta. | Regional Federal | En disputa       | En disputa                         | En disputa                                   | —              | —                                |

## Presidentes
- Comisión directiva actual

La comisión directiva actual quien tiene mandato hasta 2024 es la siguiente:
| Comisión directiva 2022-2024 |
| |
| - Presidente: Iván Gómez - Vicepresidente 1° Lucio Benítez - Vicepresidente 2°: Jessica Stringa, - Vicepresidente 3°: Cristhian Gómez - Secretario General: Felipe Martínez Garbino - Secretario de Socios: Leonardo Martínez - Secretario de Actas: Laura Garra - Tesorero: Sebastián Gómez - Pro-Tesorero: Juan Ignacio Ledri. |
| |

| Comisión directiva 2020-2022 |
| |
| Vocales Titulares y Suplentes - Vocal Titular 1º: Alejandro Alza - Vocal Titular 2º: Facundo Molina - Vocal Titular 3º: Maira Garcia - Vocal Titular 4º: Belén Müller - Vocal Titular 5º: Duilio Ferrari - Vocal Titular 6º: Jonathan Broggi - Vocal Titular 7º: Juan Pablo Odriozola - Vocal Titular 8º: Emanuel Barzano - Vocal Titular 9º: Pablo Montefinale - Vocal Suplente 1º: Sol Garra - Vocal Suplente 2º: Osvaldo Cabrera - Vocal Suplente 2º: Marian Carrazo - Vocal Suplente 3º: Paola Rodríguez - Vocal Suplente 4º: Ailen Pugliese. Comisión Revisora de Cuentas - Titular 1º:: José María Cabezas - Titular 2º:: Soledad Sosa - Titular 3º:: Francisco Cano - Titular 3º:: Franco Guilletti |
| |

### Presidentes
| - Enrique Salagoyti - Anselmo Vaggi - Alfonso Salagoyti - Antonio Elizalde - Pbro José Cadenas - Damián Kamkle - Severino Larrea - Julio Etchegoyen - Raúl Villagra - Antonio Galia - Manuel Portela - Pedro E. Delfino | - Lucio Martínez Garbino - Francisco Garcia - Alberto Arrate - Manuel Vasallo - Arturo Guarmes - Juan Farabello - Felix Carballo - Raúl Zapata - Jorge Martínez Garbino - Luis Ideartegaray - Aldo Di Lorenzo | - Mario Medrano - Carlos Vainstein - Roberto Buzchiazzo - Daniel Llorenz - 2002: Jaime Martínez Garbino - 2004: Martín Fernández - 2008: Jorge Martín Lonardi - 2012: Blas José Fiorovic - 2016: Jorge Martín Lonardi - 2020: Lucio Benítez - 2022: Iván Gómez - 2024: Christián Gómez |

## Estadio
El estadio del club se llama "De Los Eucaliptos" o "De La Via" (está emplazado frente a donde pasaban las vías del Ferrocarril Central Entrerriano).
Está ubicado en la Av. Alsina 60.
Fue remodelado en 2012 en el transcurso de la temporada 2011/2012 del Torneo Argentino B con el que el club obtuvo la posibilidad de hacer las veces de local en su cancha. Antiguamente lo hacía en el Estadio Municipal de Gualeguaychú.
La reinauguración fue realizada el 15 de mayo de 2012 ante una multitud de alrededor de 5500 almas recibía en el Estadio De los Eucaliptos a Juventud que jugaría contra Sportivo Las Parejas por el Torneo Argentino B en el último partido de la segunda fase.

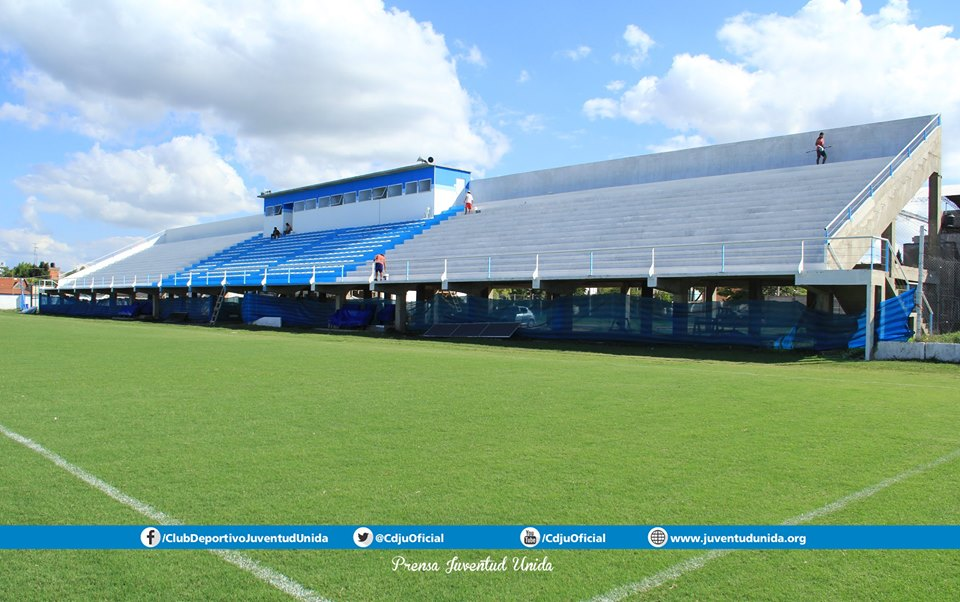
Tribuna del estadio de Los Eucaliptos

El sábado 5 de marzo de 2016. En un partido disputado por la segunda fecha del torneo de Primera B Nacional, frente Club Atlético Talleres (Córdoba). El Decano, inauguró su primera tribuna de cemento, la cual está compuesta por tres sectores, Norte, Sur y Centro (este último compuesto por butacas). Y un sector de cabinas para la trasmisión de los partidos. En su totalidad la tribuna tiene una capacidad para más de 3.500 personas.
El domingo 19 de marzo de 2017 en un partido frente a Club Atlético Douglas Haig Pergamino se presentó un nuevo y moderno sistema lumínico, Se trata de un sistema de iluminación de primer nivel, acorde a los parámetros para la televisación en calidad High Definition (HD), compuesto por cuatro columnas de 25 metros de altura con 12 reflectores de 2000 watts cada uno (con capacidad para agregarle, en un futuro, cuatro más a cada columna). Por lo que, en total, el estadio cuenta con una iluminación de 96.000 vatios.
En diciembre de 2024 se inaugura el espacio debajo de la tribuna denominado "Consultorio Carlos I. Melo" en honor al Dr Melo por su colaboración con el club. El primer consultorio con acceso directo al campo de juego de la provincia. Un espacio de 30 metros cuadrados que sirve para la atención médica y kinésica de los jugadores del primer equipo.

## Uniforme
| Período     | Proveedor    | Patrocinador                            |
| ----------- | ------------ | --------------------------------------- |
| 1982 - 1989 | Urribarri    | Hermann                                 |
| 1990 - 2007 | Way Sport    | Hermann                                 |
| 2007 - 2008 | Erreá        | Hermann                                 |
| 2009 - 2010 | Axfiu        | Gigante                                 |
| 2010 - 2011 | Axfiu        | Hermann                                 |
| 2011 - 2013 | Don Balón    | Hermann                                 |
| 2013 - 2014 | Eneas        | Hermann                                 |
| 2014 - 2015 | Adhoc        | Hermann                                 |
| 2015 - 2016 | Adhoc        | Hermann Nuevo expreso                   |
| 2016 - 2017 | Core         | Hermann Pollos Noelma                   |
| 2017 - 2018 | Core         | Hermann Metrofund                       |
| 2018 - 2019 | Core         | Hermann Esco                            |
| 2019 - 2021 | Core         | Esco                                    |
| 2021        | Marca Propia | Storani Grupo Roma                      |
| 2022        | Fanáticos    | Storani Quilmes Alexis Neuwirt          |
| 2023 -2024  | Core         | Quilmes Banco Entre Ríos Alexis Neuwirt |
| 2024 -2025  | Kagiva       | Quilmes Palletizate                     |

## Entrenadores
Entrenadores del equipo profesional
- 2004 - Alberto Ríos
- 2005 - Sergío Yano
- 2006 - Miguel Ángel Fullana
- 2009 - Marcelo Straccia
- 2010 - Víctor Hugo Marchesini
- 2011 - Daniel Veronese
- 2012 - Norberto Acosta
- 2016 - Marcelo Broggi
- 2016 - Carlos Macchi
- 2017 - Javier Osella
- 2018 - Guillermo Salas - Javier Lenciza
- 2019 - Miguel Ángel Fullana
- 2020 - Norberto Acosta
- 2022 - Carlos Macchi
- 2022 - Javier Lenciza
- 2022 - Matías Minich - Actualidad

## Datos del club
- Temporadas en Primera División: 0
- Temporadas en Segunda División: 4 (2015, 2016, 2016/2017, 2017/2018)
- Temporadas en Tercera División: 6 (2013/14, 2014, 2018/19, 2019/20, 2020, 2021, 2022)
- Temporadas en Cuarta División: 10 (2004/2005, 2005/2006, 2006/2007, 2007/2008, 2008/2009, 2009/2010, 2010/2011, 2011/2012, 2012/2013, 2023/24)

## Palmarés

### Torneos Nacionales
- Ascenso a la Primera B Nacional 2015.
- Ascenso al Argentino A 2012/2013  .

### Torneos provinciales
- Provincial 1987
- Provincial 2011

### Torneo Locales
Campeonatos de Liga Departamental de fútbol de Gualeguaychú, Entre Ríos:
- 1917, 1919, 1927, 1935, 1938, 1941, 1946, 1977, 1979, 1980, 1984, 1986, Apertura 1989, Clausura 1991, Apertura 2010, Apertura 2011, Clausura 2014

Copa Gualeguaychu:
- 2022